# Westerkade (Rotterdam)
De Westerkade is een straat in het Scheepvaartkwartier van Rotterdam en loopt vanaf de Veerhaven langs de oever van de Nieuwe Maas naar de Parkkade.
Omstreeks 1850 begon men met een grootschalige stadsuitbreiding richting het westen. Dit stond bekend onder de naam Tweede Nieuwe Werk. De straatnamen Westersingel, Westplein en Westerstraat herinneren aan deze westelijke uitbreiding. Voor 1850 was de noordelijker gelegen Westerstraat de zuidelijkst gelegen dijk. Deze maakte onderdeel uit van het Eerste Nieuwer Werk. Het Nieuwer Werk kan dan ook worden gezien als een alternatieve naam voor het Scheepvaartkwartier. Hierna werd er een zuidelijker gelegen dijk aangelegd die feitelijk nu kan worden gezien als de Willemskade en de westelijker gelegen Westerkade.
Admiraal de Ruyterweg ·
Admiraliteitskade ·
Aert van Nesstraat ·
Baan ·
Batavierenstraat ·
Beukelsdijk ·
Beursplein ·
Beurstraverse ·
Binnenweg ·
Binnenwegplein ·
Binnenrotte ·
Blaak ·
Boezemweg ·
Boompjes ·
Bosland ·
Botersloot ·
Burgemeester van Walsumweg ·
Churchillplein ·
Coolsingel ·
Coolvest ·
Eendrachtsplein ·
Eendrachtsweg ·
Geldersekade ·
Goudsesingel ·
's-Gravendijkwal ·
Haagseveer ·
Henegouwerlaan ·
Hofdijk ·
Hofplein ·
Hoogstraat ·
Jonker Fransstraat ·
Karel Doormanstraat ·
Kipstraat ·
Kolk ·
Koningin Emmaplein ·
Korte Hoogstraat ·
Kruiskade ·
Kruisplein ·
Leuvehoofd ·
Lijnbaan ·
Lombardkade ·
Maasboulevard ·
Mariniersweg ·
Mathenesserlaan ·
Mauritsweg ·
Meent ·
Museumpark ·
Oostmolenwerf ·
Oostplein ·
Oude Binnenweg ·
Parkkade ·
Parklaan ·
Pim Fortuynplaats ·
Plein 1940 ·
Pompenburg ·
Rochussenstraat ·
Saftlevenstraat ·
Schiedamsedijk ·
Schiedamse Vest ·
Schouwburgplein ·
Spaansekade ·
Stadhuisplein ·
Stationsplein ·
Stroveer ·
Van Oldenbarneveltstraat ·
Vasteland ·
Veerkade ·
Weena ·
Westblaak ·
Westerkade ·
West-Kruiskade ·
Westersingel ·
Westplein ·
Willemskade ·
Willemsplein ·
Witte de Withstraat